# 鎌倉・江ノ島フリーきっぷ
鎌倉・江ノ島フリーきっぷ（かまくら・えのしまフリーきっぷ）は、2020年3月31日まで東日本旅客鉄道が発売していた特別企画乗車券である。

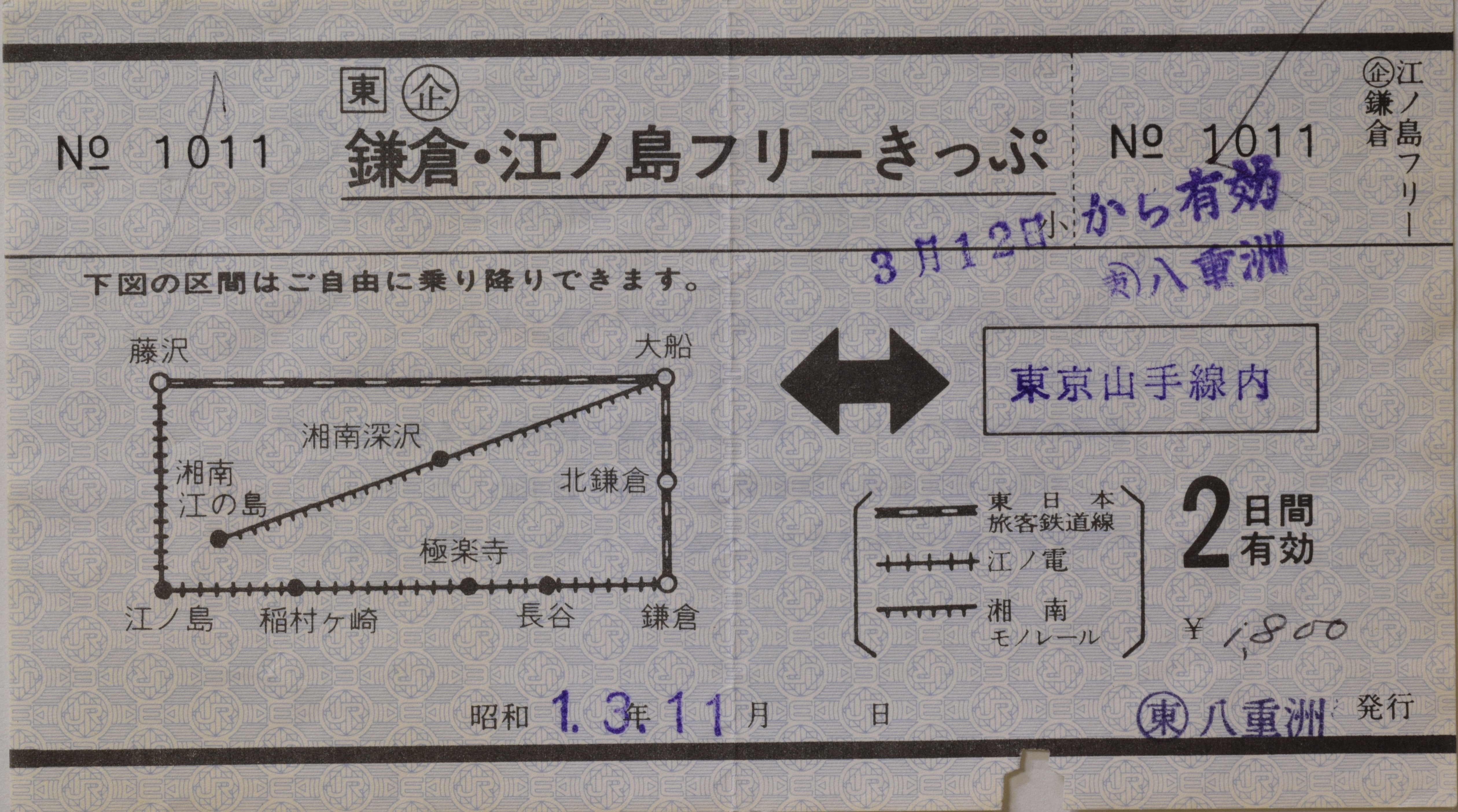
鎌倉・江ノ島フリーきっぷの常備券

## 概要
次に掲げるフリーエリアが乗降自由である。また、特別急行券を別途購入すれば、特別急行列車にも乗車可能である。有効期限は、使用開始日を含め2日間。
- 東日本旅客鉄道 東海道本線 大船駅～藤沢駅間
- 東日本旅客鉄道 横須賀線 大船駅～鎌倉駅間
- 江ノ島電鉄 江ノ島電鉄線 藤沢駅～鎌倉駅間
- 湘南モノレール 江の島線 大船駅～湘南江の島駅間

小田急電鉄発売の、江の島・鎌倉フリーパスと違い、小田急線は利用できない。
2011年4月1日から2020年3月31日までは、鎌倉・江ノ島パスが発売されていた。
特徴は、
- フリーエリアは鎌倉・江ノ島フリーきっぷと同じ
- フリーエリアまでの往路復路の乗車券は付属しない。
- 有効期限は、使用開始日を含め1日間。

である。

## 発売箇所
- 東日本旅客鉄道のフリーエリア内を除く主な駅
- びゅうプラザ
- JTBの各営業所

なお、鎌倉・江ノ島パスは、
- JR東日本の大船、藤沢、鎌倉、北鎌倉の各駅にある指定席券売機、みどりの窓口
- びゅうプラザ大船駅、びゅうプラザ藤沢駅

のみでの扱いになる。